# Хестън
Хестън е крайградска зона и част от квартал Хаунслоу в лондонския квартал Хаунслоу. Жилищното селище обхваща малко по-малка площ от предшественика си фермерско село, на 10,8 мили (17,4 км) западно югозападно от Чаринг Крос и граничи с магистрала М4, но няма кръстовище с нея; Хестън също граничи с Грейт Уест Роуд, двойно пътно платно, предимно западно от щабквартирата на „Златната миля“. Хестън исторически е бил в Мидълсекс.

## История
Село Хестън е северно от Хаунслоу и е заселено още от саксонско време. За първи път е записано, че има свещеник през 7-ми век, въпреки че сегашната англиканска енорийска църква датира от 14-ти век. Хартата на Хенри II дава името Хестън, което означава „затворено селище“, което е оправдано от местоположението му в това, което е било Уорън ъф Стейнс, между древния римски път за Бат и пътя Ъксбридж до Оксфорд . Друга предложена етимология е англосаксонска Hǣs-tūn = " храстова ферма или селище".
Преди 1229, Хестън е бил част от енорията Ийстълуолд, преди да бъде взето от Хенри III , който впоследствие го предоставен на граф Корнуол . Той обхваща до края на 19-ти век създаването на Хаунслоу от периферни части на две съседни енории, 3823 акра (15,47 км.). Тясната връзка датира преди град Хаунслоу, когато това е просто монашество Хоунслоу, двете енории отдавна са свързани: средновековното имение Айлуърт покрива цялата тази енория и това. След като Хенри III умира през 1316 г., Хестън е собственост на Короната, а по-късно и от надзирателите на болницата Сейнт Джайлс, докато не е предадена на Хенри VIII по време на разпускането на манастирите. Елизабет I предостави Хестън на сър Томас Грешам и след като изяде хляб, приготвен от местно отглеждана пшеница, настоя за доставка за лична употреба.
Отделянето от Айлуърт през 14-ти век дава на местните жители чувство за независимост от жителите и феодалите на Айлуърт, с които те често се карат. Практиката на „ преодоляване на границите “ се практикувала ежегодно, когато жителите обикаляли в шествие около границите на енорията, за да покажат на местните жители размера на техните земи. Съвременен разказ за такова шествие описва случай, когато енориашите на Хестън се натъкват на някои от Айлуърт и последвалата „кавга“ вижда как мъже от Хестън хвърлят останалите през канавка.
Една единствена служба по здравеопазване за енориите споменати е създадена през 1875 г. и много голяма гражданска енория през 1927 г. The Great West Road е завършена през 1925 г., формиране на южната граница с Ханслоу и земеделие и зеленчукова градина земя в околностите на селото беше разграбен за промишленост и жилищно строителство. Южната част на Хестън до Great West Road преди е била наричана „Sutton“ (известен също като „The Deans“), местоположението на малко селце, което впоследствие е построено като част от предградието; това име все още се появява в някои имена на пътища и други местни характеристики. А Римокатолическата енорийска църква също е построен за Хестън през 20-ти век.

### Летище Хестън
Летището Хестън функционира между 1929 и 1947 г. През септември 1938 г. британският министър-председател Невил Чембърлейн лети от Хестън за Германия три пъти в рамките на две седмици за разговори с Адолф Хитлер и той се връща в Хестън от конференцията в Мюнхен с препратения документ до в по-късната му реч „ Мир за нашето време “ от Даунинг стрийт 10.
Жилищни и индустриални комплекси са построени в част от района, който беше летище Хестън, а магистрала M4 с голямата обслужваща зона (Heston services) пресича бившето летище на изток-запад, но значителна площ на север от M4 е домакин на голф игрището с 18 дупки на Airlinks. Много от пътищата в района имат свързани с авиацията имена: Алкок Роуд (Alcock and Brown), Брабазън Роуд (Lord Brabazon), Блериът Роуд (Louis Blériot), Кобхам Роуд (Sir Alan Cobham), Дъ Хавиланд Роуд (Джефри де Хавиланд), Норман Кресент (Найджъл Норман), Финикс Уей (Хестън Финикс), Сопуит Роуд (Томас Сопуит) и др.

## Училища
В Хестън има шест основни училища: начално училище Едисън, Бъркли, Католическо училище Розариум, Основно училище в Уестбрук, Училище Спрингуел и Основно училище Хестън.

## Лондонско метро
Метростанцията Хънсуол Уест е точно в южната граница на района (1,1 мили (1,8 км.) от кметството на селото. На изток най-близката метростанция е метростанция Оустърли (1,3 мили (2,1 км) от кметството на селото).

### Пътища изток-запад
Пътят A4 Great West , след като е напуснал историческия A315 на границата Чизуик – Брентфорд, образува южната граница на Хестън и след това достига до кръговото движение Хенлийс от Хънсуол Уест, от което тръгват два маршрута. Маршрутът А ЗСЗ минава на терминалите на летище Хийтроу 1 – 3 и 5, A30 минава през Терминал 4, заобикаля Стейнс и достига до М25; останалата част е в по-голямата си част второстепенен маршрут до Лендс енд, Корнуол.
Магистрала M4 е на 1 ⁄ 2 мили (800 m) на север; най-близкият му кръстовище е J3, достъпен от Хайд Лейн или Соутуол Лейн, пресичайки магистрала M4 в Норт Хайд и след това завивайки наляво (на запад), за да стигнете до A312, Паркуей, на 220 ярда (200 m) северно от кръстовището.

### Пътища север-юг
Север-юг A312 , Паркуей, на запад от Хестън води на юг до Фелтам и на север до Хароу, минавайки покрай Кръговото движение на Уагонърс, Хайс, Ийдинг и Нортхолд.
Три второстепенни пътя се събират в Хестън от A315 в части от Хоунсуол, A3063, A3005 и B363. Единственият път се разделя на север в Норууд Грийн в северозападен път за Соутуол (A3005) и в A4127, който минава покрай Хануел, за кратко използвайки A4020 на запад, преди да заобиколи Дормърс Уелс, минавайки покрай Грийнфорд, за да стигнете до Съдбъри, градът веднага до на запад от Уембли и Северен Уембли.
За по-дълги пътувания на север, M4 и M25 осигуряват най-добрите маршрути. За по-дълги пътувания на юг, Хануърт Роуд в Хънсуол води до A316, която се превръща в магистрала M3.
|  | Тази страница частично или изцяло представлява превод на страницата Heston в Уикипедия на английски. Оригиналният текст, както и този превод, са защитени от Лиценза „Криейтив Комънс – Признание – Споделяне на споделеното“, а за съдържание, създадено преди юни 2009 година – от Лиценза за свободна документация на ГНУ. Прегледайте историята на редакциите на оригиналната страница, както и на преводната страница, за да видите списъка на съавторите. ВАЖНО: Този шаблон се отнася единствено до авторските права върху съдържанието на статията. Добавянето му не отменя изискването да се посочват конкретни източници на твърденията, които да бъдат благонадеждни. |